# Hans-Christian Biallas

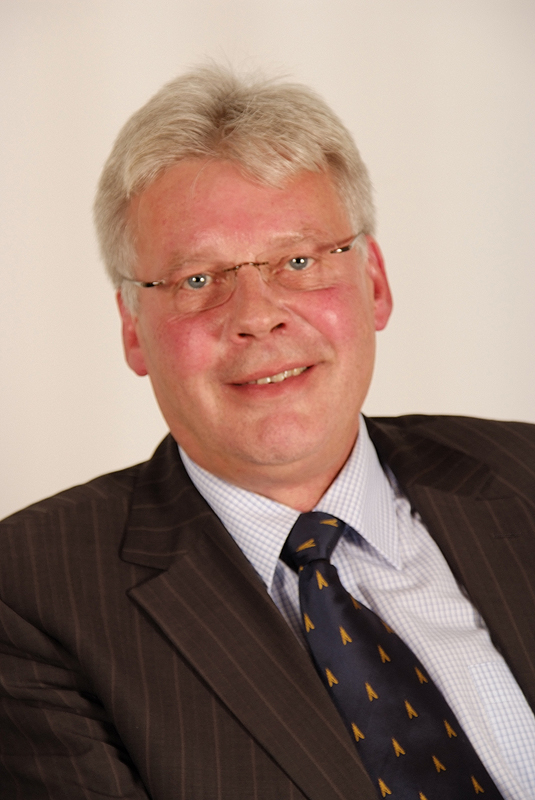
Hans-Christian Biallas, 2009

Hans-Christian Biallas (* 26. Dezember 1956 in Hannover; † 27. Februar 2022) war ein deutscher Politiker (CDU) und evangelischer Theologe. Er war von 1994 bis 2011 Abgeordneter im Niedersächsischen Landtag. Von 2011 bis zu seinem Tod war er Präsident der Klosterkammer Hannover.

## Leben und Beruf
Nach dem Besuch des Gymnasiums in Soltau und Buxtehude studierte Biallas evangelische Theologie in Göttingen, Kiel und Amsterdam. 1980 wurde er als Student Mitglied des Kieler Wingolf. 1981 wurde er Vikar in Preetz und arbeitete von 1983 bis 1994 als Pastor im Cuxhavener Stadtteil Altenbruch. Er war geschieden und hatte drei Kinder.

## Politik
Biallas war seit 1992 Mitglied der CDU. Ab 1994 war er zeitweise Beisitzer im Vorstand des CDU-Bezirksverbands Stade und von 1995 bis 2011 zudem Vorsitzender des CDU-Stadtverbands Cuxhaven. Von 1996 an war er zeitweise Mitglied und Beigeordneter im Rat der Stadt Cuxhaven.
Von 1994 bis zu seinem Wechsel zur Klosterkammer war Biallas Mitglied des Niedersächsischen Landtags. Bei den Landtagswahlen 1994 und 1998 zog er über die CDU-Landesliste in den Landtag ein, bei den Wahlen 2003 und 2008 gewann er das Direktmandat im Landtagswahlkreis Cuxhaven. Zuletzt war er Fraktionssprecher für Inneres, Sport und Integration.

## Klosterkammer Hannover
Auf Beschluss des niedersächsischen Landeskabinetts wurde Biallas zum 1. Juni 2011 Nachfolger von Sigrid Maier-Knapp-Herbst als Präsident der Klosterkammer Hannover. Dieses Amt übte er bis zu seinem Tod aus.